# Селеста-Ерстен
Округ Селеста-Ерстен (фр. Arrondissement de Sélestat-Erstein) — округ у Франції, в департаменті Нижній Рейн. 2023 року округ об'єднував 101 муніципалітет, населення становило 158 889 осіб.
Адміністративний центр (супрефектура) — Селеста.

## Склад
Округ включає в себе 7 кантонів:
| Кантон      | Площа, км² | Населення, осіб | Рік  | Адміністративний центр | Кількість муніципалітетів |
| ----------- | ---------- | --------------- | ---- | ---------------------- | ------------------------- |
| Барр        | 163,66     | 17567           | 1999 | Барр                   | 16                        |
| Бенфельд    | 126,21     | 17697           | 1999 | Бенфельд               | 13                        |
| Вілле       | 111,02     | 9768            | 1999 | Вілле                  | 18                        |
| Ерстен      | 135,27     | 22419           | 1999 | Ерстен                 | 14                        |
| Маркольсайм | 217,92     | 19392           | 1999 | Маркольсайм            | 21                        |
| Оберне      | 93,9       | 19982           | 1999 | Оберне                 | 10                        |
| Селеста     | 132,59     | 28082           | 1999 | Селеста                | 9                         |

## Населені пункти
Найбільші населені пункти округу з населенням понад 5 тисяч осіб:
| Муніципалітет | Населення, осіб | Рік  | Кантон   |
| ------------- | --------------- | ---- | -------- |
| Селеста       | 19303           | 2007 | Селеста  |
| Оберне        | 10471           | 1999 | Оберне   |
| Ерстен        | 9735            | 2006 | Ерстен   |
| Барр          | 6787            | 2006 | Барр     |
| Бенфельд      | 5260            | 2006 | Бенфельд |

## Муніципалітети
Список муніципалітетів округу та їхні коди INSEE:
1. Айлігенстен (67189)
2. Альбе (67003)
3. Андло (67010)
4. Артольсайм (67011)
5. Бальденайм (67019)
6. Барр (67021)
7. Бассемберг (67022)
8. Безенбізен (67053)
9. Бендернайм (67040)
10. Бенфельд (67028)
11. Бернардвілле (67032)
12. Бернардсвіллер (67031)
13. Бліншвіллер (67051)
14. Больсенайм (67054)
15. Боофзайм (67055)
16. Бооцайм (67056)
17. Бретенбак (67063)
18. Бретено (67062)
19. Бургайм (67060)
20. Вальфф (67504)
21. Вестуз (67526)
22. Вілле (67507)
23. Віттернайм (67545)
24. Віттісайм (67547)
25. Герстайм (67154)
26. Гертвіллер (67155)
27. Гоксвіллер (67164)
28. Дамбак-ла-Віль (67084)
29. Дібольсайм (67090)
30. Діффенбак-о-Валь (67092)
31. Діффенталь (67094)
32. Добенсанд (67086)
33. Еберсайм (67115)
34. Еберсмюнстер (67116)
35. Едольсайм (67187)
36. Ельсенайм (67121)
37. Ендісайм (67197)
38. Епфіг (67125)
39. Ербсайм (67192)
40. Ерстен (67130)
41. Ессенайм (67195)
42. Ешоффен (67120)
43. Зельвіллер (67557)
44. Ільсенайм (67196)
45. Інненайм (67223)
46. Іпсайм (67200)
47. Іттерсвіллер (67227)
48. Іштрацайм (67217)
49. Кенцайм (67239)
50. Керцфельд (67233)
51. Коженайм (67246)
52. Кротергерсгайм (67248)
53. Ла-Вансель (67505)
54. Лале (67255)
55. Ле-Овальд (67210)
56. Лімерсайм (67266)
57. Макенайм (67277)
58. Маркольсайм (67281)
59. Маценайм (67285)
60. Мезонсгутт (67280)
61. Местрацайм (67286)
62. Міттельбергайм (67295)
63. Мюссіг (67310)
64. Мюттерсольц (67311)
65. Небуа (67317)
66. Нев-Егліз (67320)
67. Нідерне (67329)
68. Нордуз (67336)
69. Нотальтен (67337)
70. Обенайм (67338)
71. Оберне (67348)
72. Оненайм (67360)
73. Оршвіллер (67362)
74. Остуз (67364)
75. Рейшсфельд (67387)
76. Рино (67397)
77. Риштольсайм (67398)
78. Россфельд (67412)
79. Саазенайм (67422)
80. Санд (67433)
81. Селеста (67462)
82. Сен-Мартен (67426)
83. Сен-Морис (67427)
84. Сен-П'єрр (67429)
85. Сен-П'єрр-Буа (67430)
86. Сермерсайм (67464)
87. Стеге (67477)
88. Сюндуз (67486)
89. Танвілле (67490)
90. Тримбак-о-Валь (67493)
91. Фризенайм (67146)
92. Фуші (67143)
93. Шатенуа (67073)
94. Швобсайм (67461)
95. Шено (67453)
96. Шервіллер (67445)
97. Шефферсайм (67438)
98. Штоцайм (67481)
99. Юрбе (67499)
100. Юттенайм (67216)
101. Юттенайм (67501)